# Supergruppo della columbite
Il supergruppo della columbite è un supergruppo di minerali suddiviso a sua volta in diversi gruppi.. Esso include ossidi basati sul rapporto metallo-ossigeno M:O = 1:2 e caratterizzati strutturalmente da catene a zig-zag di ottaedri metallo-ossigeno con spigoli condivisi.

## Minerali del supergruppo della columbite

### Gruppo della columbite
Il gruppo della columbite è un gruppo di minerali aventi la formula chimica generalizzata AB2O6 con A che può essere ferro bivalente (Fe2+), manganese (Mn), magnesio (Mg) e B che può essere niobio (Nb) o tantalio (Ta). Comunemente ci si riferisce ai minerali del gruppo aventi il niobio come catione dominante nel sito B col nome di columbite mentre quelli che hanno il tantalio come catione dominante assumono il nome generico di tantalite. I minerali di questo gruppo sono utilizzati per l'estrazione di niobio e tantalio (coltan).
- Columbite-(Fe)
- Columbite-(Mg)
- Columbite-(Mn)
- Qitianlingite
- Tantalite-(Fe)
- Tantalite-(Mg)
- Tantalite-(Mn)

### Gruppo dell'ixiolite
- Ixiolite-(Fe2+)
- Ixiolite-(Mn2+)
- Nioboixiolite-(Mn2+)
- Nioboixiolite-(☐)
- Nioboixiolite-(Fe3+)

### Gruppo della samarskite
- Calciosamarskite
- Ishikawaite
- Samarskite-(Y)
- Samarskite-(Yb)
- Shakhdaraite-(Y)
- Srilankite
- Yttrotantalite-(Y)
- Tantalaeschynite-(Ce)

### Gruppo della wodginite
- Achalaite
- Ferrotitanowodginite
- Ferrowodginite
- Litiotantite
- Litiowodginite
- Tantalowodginite
- Titanowodginite
- Wodginite

### Gruppo della wolframite
- Dmitryvarlamovite
- Ferberite
- Heftetjernite
- Huanzalaite
- Hübnerite
- Krasnoselskite
- Nioboheftetjernite
- Rossovskyite
- Sanmartinite